# Nach Mitternacht
Nach Mitternacht ist der Titel des ersten 1937 erschienenen Exilromans von Irmgard Keun. Die Geschichte veranschaulicht, wie die nationalsozialistische Diktatur zunehmend das Leben und Denken der Menschen kontrolliert und die jüdische Bevölkerung diskriminiert und zur Emigration drängt.

## Inhalt

### Überblick
Die Haupthandlung spielt während der nationalsozialistischen Diktatur um das Jahr 1936 an zwei Tagen in Frankfurt am Main, mit den Schwerpunkten des Hitlerauftritts am Opernplatz und Liskas Fest. Für die Erzählerin, die 19-jährige Susanne Moder, genannt Sanna, und ihre politisch engagierten Freunde und Bekannten ist es eine Zeit des Umbruchs und der Entscheidungen für ein an das Regime angepasstes Leben oder die Emigration aus Deutschland.

### Vorgeschichte
Die Protagonistin blickt, in eingeschobenen Passagen, zurück auf ihre Kindheit, die sie als Wirtstochter im Moseldorf Lappesheim verbringt. Als 16-Jährige kommt sie nach dem Tod ihrer Mutter zu ihrer Tante, der „Tant Adelheid“, nach Köln und bedient in deren Geschäft die Kunden (Kap. 1, 3). Ihre sich langsam entfaltende Beziehung zu ihrem unauffälligen, zurückhaltenden Cousin Franz, der bei einem Rechtsanwalt als Schreiber angestellt ist, und die Heiratspläne sowie die dadurch entstandene Eifersucht der Mutter auf die Freundin verstärken die bereits vorhandene Spannung und persönliche Antipathie („Dann mochte ich ihn, weil die Tant Adelheid ihn nicht mochte.“). Diese Situation eskaliert nach zwei Jahren, als die Tante, Mitglied der NS-Frauenschaft und Hauswartin, eine harmlose Bemerkung Sannas über die schreienden und schwitzenden Redner Göring und Hitler nutzt, um sie bei der Geheimpolizei anzuzeigen, worauf die Nichte vorübergehend festgenommen, verhört, aber wieder entlassen wird, da der junge Schnellrichter die Bemerkungen der Jugendlichen als Bagatellfall einstuft und ihr Weinen als Reue auslegt. Im Präsidium erlebt Sanna, wie Familien- und Nachbarschaftsstreitigkeiten und geschäftliche Konkurrenz politisiert werden, um sich Vorteile zu verschaffen (Kap. 4). So zeigen „Mütter ihre Schwiegertöchter, Töchter ihre Schwiegerväter, Brüder ihre Schwestern“ und „Schwestern ihre Brüder“ an. Sie lernt dadurch, vorsichtiger zu werden. Jeder unachtsame Satz kann zur Falle werden: „Das Schlimme ist, dass ich gar nicht verstehe, was eigentlich los ist, ich hab jetzt nur allmählich raus, wo man sich in acht zu nehmen hat.“ Beim Verlassen der Stadt erinnert sie sich im Zug an den Spruch ihrer netten Nachbarin, Frau Grautisch: „dat janze Volk sitzt als im Konzentrationslager, nur die Regierung läuft frei erum“.

### Sannas Erfahrungen in Frankfurt
Die Protagonistin wohnt seit einem Jahr bei ihrem 17 Jahre älteren Halbbruder Alois (Algin) in dessen teurer Frankfurter Wohnung. Sie hilft dessen exzentrischer Frau Liska im Haushalt und bei ihren kunstgewerblichen Arbeiten, die im in bester Gegend der Stadt liegenden Geschäft der Eltern ihrer Freundin Gerti verkauft werden. Sie begleitet die Schwägerin und Gerti z. B. ins Café, vor dem noch kein Schild mit der Aufschrift »Juden unerwünscht« hängt und wo sie Gertis Freund Dieter Aaron zu treffen hoffen, oder beim Einkaufsbummel.
Die Erzählerin ist in an den beiden Tagen in Frankfurt im Wesentlichen Beobachterin und Zuhörerin. Ihre Lebensentscheidung und damit die Folgerung aus den miterlebten Schicksalen ihrer Freunde und Gesprächspartner trifft sie am Ende des Romans, als Franz zu ihr nach Frankfurt flieht. Er wollte zusammen mit seinem Freund Paul, der mit kommunistischen Ideen sympathisiert, in Köln ein Zigarettengeschäft eröffnen, wurde jedoch von dem Konkurrenten Willi Schleimann wegen angeblich antifaschistischer Propaganda angezeigt und zu drei Monaten Schutzhaft verurteilt. Beim Verhör legte der Richter alle seine Aussagen gegen ihn aus: „Es ist ja vollkommen unmöglich für einen Menschen, in Deutschland zu wissen: was er sein soll, was er wollen soll, was er sagen soll.“ Nach seiner Entlassung ist die Ladeneinrichtung zerstört und er würgt oder erwürgt, wie er vermutet, den Denunzianten. Nach Franz’ Erzählung von dem nach dem Prozess spurlos verschwundenen Paul erinnert sich Sanna an eine Straßenbahnfahrt in Köln am „Klingelpütz, [dem] böse[n] Gefängnis“ vorbei, wo sie die Schreie der verurteilten Kommunisten vor deren Hinrichtung hörte.

### Diskriminierung der Juden
Die beiden im Zentrum des Romans stehenden Tage in Frankfurt skizzieren die gesellschaftliche Situation. Sanna fühlt durch ihre Erfahrungen in Köln ständig in sich die Angst davor, unbewusst etwas Falsches zu sagen und von der Gestapo verhaftet zu werden. Ihre in angetrunkenem Zustand leichtsinnig-redseligen Freunde sieht sie bei den langen Abenden und Nächten im Henninger-Bräu oder in Bogeners Weinstuben in ständiger Gefahr.
In Frankfurt erlebt die Protagonistin (Kap. 1) die sich immer mehr aufbauenden gesellschaftspolitischen Repressionen der Machthaber und ihrer Organe: Sanas Freundin Gerti kommt wegen ihrer Liebe zu dem „Halbjuden“ Dieter Aaron, dem Sohn eines den Nationalsozialismus verständnisvoll betrachtenden Exporthändlers, in Konflikt mit den Rassengesetzen: „Sie leben nur und machen zittrige Luft und überlegen nicht, was aus ihnen werden soll. Gerti denkt, der liebe Gott wird schon helfen, und der liebe Gott ist männlich. Der Dieter denkt abwechselnd, was seine Mutter denkt und was die Gerti denkt. […] Vielleicht würden die beiden sich nicht so lieben, wenn sie dürften“. Gertis Eltern haben Angst, als „Judenknechte“ beschimpft und wegen Rassenschande angeklagt zu werden, und wollen die Tochter zu einer Verbindung mit dem um sie werbenden SA-Mann Kurt Pielmann, einem Arier überreden, von dessen Vater sie finanziell abhängig sind, da dieser in ihren Laden investiert hat. Sanna rät ihr, den Verehrer damit zu vertrösten: „[s]ie sei noch nicht reif, die Lebensgefährtin eines nationalsozialistischen Mannes und alten Kämpfers zu sein, aber sie wolle sich dazu heranbilden.“
Zu Algins Freundeskreis zählen auch jüdische Geschäftsleute und Ärzte. Sie ziehen sich immer mehr aus der Öffentlichkeit und aus den wenigen ihnen noch zugänglichen Cafés zurück. Während Vater Aaron weiterhin seine Geschäfte machen und noch wie gewohnt standesgemäß leben kann, darf sein Sohn Dieter nicht mehr in einer Chemiefabrik arbeiten (Kap. 1). Doktor Breslauer ist es verboten, in Deutschland zu operieren. Deshalb wandert er in den nächsten Tagen über Rotterdam nach Nordamerika aus, erhält das amerikanische Bürgerrecht und wird dort Chefarzt einer Klinik. Den Großteil seines Vermögens hat er bereits im Ausland angelegt (Kap. 5). Der Journalist Heini bemitleidet nicht ihn, sondern seine „tausend Mitemigranten, die arm sind. Mögen es Arier oder Juden sein Straßenarbeiter oder Gelehrte“. Denn „Heimat [sei] da, wo man gut behandelt wird.“ Im letzten Teil des 6. Kapitels parodiert die Autorin die Rassentheorie durch den grotesken Auftritt der „Stürmermann[s]“: Er glaubt, Juden am aussetzenden Tierkreiszeichen und mit seiner Wünschelrute erkennen zu können und demonstriert seine Methode an Breslauer. Dabei bestimmt er ihn als Arier.

### Hitlers Auftritt am Opernplatz
Höhepunkt im öffentlichen Bild der Stadt ist am ersten Tag der Romanhandlung der Auftritt Adolf Hitlers am Opernplatz, dem Sanna und Gerti vom Balkon des Cafés Esplanade aus zuschauen: die Vorfahrt der Autokolonne „weich und eilig wie fliegende Daunenfedern. Und so schön!“. Sie rechnet nach, ihr Franz „würde noch hundert Jahre leben und von morgens bis abends arbeiten – wenn er immer Arbeit hätte – und würde hundert Jahre nichts trinken und kein bisschen rauchen und nichts tun als sparen, sparen, sparen – dann könnte er sich in hundert Jahren noch immer nicht so ein Auto kaufen.“ Schon vorher hat sich der Konvoi angekündigt:„Von weitem schwollen Rufe an: Heil Hitler, näher kam der Mengen Ruf herangewellt, immer näher – nun stieg er zu unserem Balkon empor – breit, heiser und etwas müde. Und langsam fuhr ein Auto vorbei, darin stand der Führer wie der Prinz Karneval im Karnevalsanzug. Aber er war nicht so lustig und fröhlich wie der Prinz Karneval und warf auch keine Bonbons und Sträußchen, sondern hob nur die leere Hand.“. Diese symbolkräftig-ahnungsvolle Szene wird kontrastiert mit „einem hellblauen Kügelchen“, das aus „den dunklen Reihen hervor[rollt]“. Es ist das fünfjährige Bertchen Silias, welches als „Reihendurchbrecherin“ ausgewählt wurde, um einen aus Nizza importierten riesigen Fliederstrauß zu überreichen, aber vom vorbeirauschenden Führer übersehen wird. Dieser eilt nun zwischen den Reihen Fackeln tragender Soldaten mit blinkenden Stahlhelmen hindurch zu den anderen Herrschenden auf dem Balkon des Opernhauses, um sich dem Volk zu zeigen. Im Henninger-Bräu (Kap. 2) erlebt Sanna anschließend, wie das stark erkältete Kind vor seinen stolzen Eltern, inmitten SA- und SS-Leuten, als Ersatz für den entgangenen Auftritt das einstudierte Gedicht »Ich bin ein deutsches Mägdelein/und künftges deutsches Mütterlein/und bringe dir, o Führer mein/aus deutschen Gauen Blümelein…« immer wieder wie eine erneut aufgezogene Spieluhr vorträgt, bis es tot auf dem Tisch zusammenbricht.

### Schreibverbot
Sannas Bruder Alois Moder, mit dem Künstlernamen Algin, war während der Zeit der Weimarer Republik ein erfolgreicher sozialkritischer Journalist und Schriftsteller und konnte sich und seiner schönen, großen Frau Liska, die ihn als „dichtenden Gott“ bewunderte, einen aufwändigen Lebensstil mit eleganten Kleidern und repräsentativer, edel eingerichteter Wohnung finanzieren. Nach dem Regierungswechsel wurde sein verfilmter Roman »Schatten ohne Sonne« wegen zersetzender Tendenz auf die schwarze Liste gesetzt und schließlich verbrannt. Er verdient jetzt viel weniger als zuvor und steht vor der Entscheidung zwischen der Aufgabe seines Berufes oder Anpassung an die erwünschte linientreue Literatur. Er tendiert zu der zweiten Richtung und „äußert sich neuerdings als Dichter über die Natur und seine naturverbundene Heimatliebe“, denn er ist von der Reichsschrifttumskammer gewarnt worden, eine neue „Säuberungsaktion unter den Schriftstellern soll[e] stattfinden, bei der man Algin wahrscheinlich aussieben wird.“. Er ist in einer Zwickmühle: Wenn er ein Führergedicht oder einen nationalsozialistischen Roman schreibt, so werden vielleicht die nationalsozialistischen Schriftsteller böse, weil das nur „alte[n] Kämpfer[n]“ zusteht. „Wenn er aber keinen nationalsozialistischen Roman schreibt, ist er unerwünscht.“
Algins Freund, der 40-jährige Journalist Heini, ist die zentrale Figur der letzten beiden Romankapitel (Kap. 6 und 7), in denen er konsequent die Position des Widerstandes vertritt. Wegen seiner kritischen Haltung dem System gegenüber kann er kaum mehr Artikel schreiben. Er kam vor sechs Monaten in die Stadt und wohnt „in dem trübseligsten Absteigquartier Frankfurts. In einer dumpfen, muffig grauen Straße hinter dem Bahnhof.“ Im Gegensatz zum unentschlossenen Algin vertritt Heini z. B. bei Restaurantbesuchen in langen Tiraden seine Meinung. Dem Freund wirft er vor (Kap. 6), „lächerliche Konzessionen“ zu machen. Er habe „gegen [s]ein Gefühl, gegen [s]ein Gewissen geschrieben“ und sei „[e]in armer Literat, denn [e]in Schriftsteller, der Angst hat, [sei] kein Schriftsteller.“ Er gibt ihm den Rat: „Wo keine Kritik mehr möglich ist, hast du zu schweigen.[…] Bring dich um oder lern Harfe spielen und mach Sphärenmusik“. Seine Analyse der Situation ist trostlos. Sarkastisch erklärt er Manderscheid, dem ehemaligen liberalen Volksparteiler und Inseratenabteilungsleiter einer Zeitung, der an diesem Tag für die Winterhilfe gesammelt hat: „Wir leben nun mal in der Zeit der großen deutschen Denunziationsbewegung. Jeder hat jeden zu bewachen, jeder hat Macht über jeden.[…] Die edelsten Instinkte des deutschen Volkes sind geweckt und werden sorgsam gepflegt.“.

### Abschiede
Parallel zu seinem schriftstellerischen Gewissen ist auch Algins Ehe in einer Krise. Er kümmert sich kaum noch um seine Frau, dafür umsorgt ihn deren 30-jährige Freundin mit dem bezeichnenden Namen Betty Raff, deren Versöhnungstick durch ihre ungeschickte, konterkarierende, oft nicht uneigennützige Methode die Konflikte oft noch verstärkt. So berät sie, da sie wie Sanna seit einem Jahr bei den Moders wohnt, sowohl Algin wie Liska, deren unglückliche Liebe zu dem mit sich und der politischen Lage beschäftigten Heini (Kap. 5 und 7) nicht erwidert wird, was sie zu immer größeren Anstrengungen anstachelt, von ihm durch raffinierte Kleider bemerkt zu werden und sich seinen willkürlichen, häufig wechselnden Bemerkungen über sein ideales Frauenbild (helle oder dunkle Stimme, große oder kleine Brust, rosa oder blasse Hautfarbe, Krankenschwester, Mutter usw.) anzupassen: „Immer wieder setzt sie sich auf andere Art zusammen wie ein kunstvolles Mosaik, von dem sie denkt, es könne dem Heini gefallen. […] wie soll man bei Heini wissen, was ihm wirklich gefällt, da ihm doch anscheinend nichts gefällt.“ Bei der Suche nach ihrer Frauenrolle gibt sie manchmal vor, krank zu sein („Nie ist sie so gesund, als wenn sie krank ist.“) und spricht mit ihren sie am Bett besuchenden Freundinnen nur noch über „Männer und Liebe.“
Im 7. Kapitel trifft sich der heterogene Freundeskreis bei Liskas Fest in ihrer Wohnung. Die ausgelassenen Gästen belehrt Heini: »Diese Gesellschaft ist eine Gesellschaft von Zuchthäuslern […] Alle sind nette brave bürgerliche Menschen, nach den neuen deutschen Gesetzen oder dem nationalsozialistischen Gefühl nach müssten sie allerdings alle eingesperrt sein. Daß sie hier frei umherlaufen, verdanken sie einem Zufall«. Kurz vor Mitternacht erschießt er sich. Der neue Tag eröffnet viele Änderungen: Breslauer emigriert. Liska wird sich von Algin trennen und dieser heiratet dann Betty, die seine neue Ausrichtung als Dichter bewundert wie zuvor Liska die alte. Sanna und Franz verlassen nach Mitternacht, „[u]m ein Uhr nachts“, mit dem Zug Frankfurt und überqueren die Grenze nach Holland. In Rotterdam hofft sie auf die Hilfe des ebenfalls emigrierten Breslauer.

## Historischer Hintergrund
Die Romanhandlung spiegelt die Zeit des Nationalsozialismus in Deutschland nach der Installation der Rassengesetze 1935. Die Herrschaft der Nationalsozialistischen Deutschen Arbeiterpartei hat sich stabilisiert, die politischen Gegner sind verhaftet und unter Kontrolle und die meisten Vereine und Verbände gleichgeschaltet. Die Medien fungieren als Sprachrohr der Propaganda und verbreiten die nationalsozialistische Ideologie. Jede Kritik, z. B. des Journalisten Heini oder des Dichters Algin, wird unterdrückt. Immer mehr Menschen werden Mitglied der Partei bzw. ihrer paramilitärischen Organe SA bzw. SS, hissen an Festtagen die Hakenkreuzfahne und engagieren sich für Aktionen. So sammelt Herr Manderscheid stundenlang für die Winterhilfe und der SA-Mann Kurt Pielmann versucht seine Zuhörer zu indoktrinieren.
Ein Schwerpunkt des Romans bildet die zunehmende Diskriminierung der Juden, die bereits 1933 durch den Arierparagraph aus dem Staatsdienst entlassen und, in Volljuden und Jüdische Mischlinge klassifiziert, zunehmend von den Nichtjuden getrennt und aus der Öffentlichkeit gedrängt werden. Plakate warnen eindringlich mit Hilfe von Fotos vor den Folgen der „Rassenvermischung“. Allerdings ist in dieser Zeit noch, wie das Beispiel des Arztes Breslauer zeigt, die Emigration möglich. Die meisten Deutschen schweigen öffentlich zu diesen Vorgängen.

## Erzählform
Die Handlung wird aus der Perspektive und in der Umgangssprache einer 16- bzw. 19-Jährigen vorgeführt. Die Ich-Erzählerin Sanna versteht oft nicht die Redeinhalte der Parteileute und intellektuellen Freunde ihres Bruders und deren ideologischen Hintergrund, aber die Autorin lässt sie das Verhalten der Menschen im Alltag und deren Äußerungen mit dem kindlichen, unverbildeten Blick eines Landmädchens beobachten, deren Äußerungen wiedergeben und kommentieren, teilweise ergänzt durch witzig-ironische Bemerkungen einer lebenserfahrenen Frau. Diese Stilbrüche erzielen beim Leser eine komische Wirkung, vor allem wenn dadurch die Phrasen und grotesken Widersprüche der Hitleranhänger und die eigennützigen Umorientierungsversuche vieler Bürger verfremdet und entlarvt werden.
Als aufmerksame Zuhörerin und Beobachterin charakterisiert und parodiert Sanna die Verhaltensweisen z. B. Liskas, Gertis oder Bettys und gibt, v. a. in den Caféhaus-Szenen, Gespräche über die politische Situation in direkter Rede wieder. So bilden die beiden letzten Kapitel (Kap. 6 und 7) für Heini ein Forum seiner Systemkritik-Monologe und der Journalist erscheint durch seinen Selbstmord als konsequente Gegenfigur zum Dichter Algin. Liska und Betty sind die ihnen entsprechenden Frauen. Der Tragik dieser Beziehungen, ergänzt durch das unglückliche Verhältnis Gertis und Dieter Aarons, wird die Flucht des Paares Sanna und Franz als hoffnungsvoller Aspekt gegenübergestellt.
Die Autorin verdichtet die Handlung immer wieder in symbolischen Kontrastsituationen: Hitler mit der leeren Hand und das instrumentalisierte Bertchen Silias mit dem falschen Strauß oder die misslungene Judenerkennung des Stürmermanns. durch Wünschelrute und Horoskop (Kap. 6) und die folgende skurrile Verbrüderung von Nazi und Jude. Ebenso stehen die ausgelassen singenden und tanzenden Gäste auf der Party der unerfüllten Liebe Liskas zu Heini und dessen Selbstmord gegenüber, der den Untergang ihrer politischen Träume spiegelt. Das alles spielt sich in der Beletage ab, während der wegen eines Angriffs auf einen SA-Mann gesuchte Franz im Keller versteckt auf die Flucht mit Sanna wartet. Die tragischen Entscheidungen vor Mitternacht kontrastieren mit der Hoffnung des neuen Tages nach Mitternacht.

## Rezeption
Gesche Blume schrieb in ihrem Buch Irmgard Keun: Schreiben im Spiel mit der Moderne zu Nach Mitternacht unter anderem: „Sanna erscheint als Reporterin der nationalsozialistischen Gegenwart.“ Durch die Erzähltechnik werde die Absurdität der Nazigewaltherrschaft erhellt, so Blume.
Der Roman wurde für das Lesefest Frankfurt liest ein Buch 2022 ausgewählt und erschien hierfür in einer Neuausgabe.

## Ausgaben
- Irmgard Keun: Nach Mitternacht. Roman. Querido, Amsterdam 1937.
- Irmgard Keun: Nach Mitternacht. Roman. In: List-Taschenbuch. 1. Auflage. Band 60151. Ullstein-Taschenbuchverlag, Berlin 2004, ISBN 3-548-60151-0.
- Irmgard Keun: Nach Mitternacht. Roman, mit Materialien, u. a. dem Gespräch mit Klaus Antes: Irmgard Keun – über ihr Leben und ihr Werk (ab Seite 140). Klett, Stuttgart 2003, ISBN 3-12-351380-7 (Lizenz Classen, Düsseldorf 1980).
- Irmgard Keun: Nach Mitternacht. Roman. Büchergilde Gutenberg, Frankfurt/Main 1980, ISBN 3-7632-4747-5. Mit einem Essay von Karl Kröhnke.

## Adaptionen
Bühnenfassungen
- Nach Mitternacht. Buch: Yaak Karsunke für die Städtischen Bühnen Osnabrück, 1982
- Nach Mitternacht. Buch: Yaak Karsunke. Regie: Goswin Moniac, Darsteller: Monika Müller, Jörg Schröder. Frankfurt, 1988

Verfilmung
- Nach Mitternacht. Berlin, 1981. Regie: Wolf Gremm, Drehbuch: Wolf Gremm und Annette Regnier, Darsteller: Désirée Nosbusch als Sanna, Wolfgang Jörg als Franz, Nicole Heesters als Tante Adelheid, Hermann Lause als Algin, Krista Stadler als Liska, Norbert Kentrup als Heini, Marion Kracht als Gerti, Robert Jarczyk als Dieter Aaron, Ilse Marggraf als Dieters Mutter, Wolfgang Baumann als Kurt Pielmann, Franz Böhm als Willi Schleimann, Hans-Werner Bussinger als Herr Silias, Martina Herrmann als Bertchen Silias, Jürgen Wegner als Schnellrichter, Wolfgang Zerlett als Stürmermann und Irmgard Keun selbst als Dame im Café.

Hörspiel
- 2017: Nach Mitternacht (zwei Teile, Regie: Barbara Meerkötter), rbb, Erstsendung: 25. und 26. Dezember 2017 (Kulturradio)